# نيفادا بار
نيفادا بار (بالإنجليزية: Nevada Barr)‏ (1 مارس 1952، يرينغتون في الولايات المتحدة)؛ كاتِبة وروائية أمريكية. درست في جامعة كاليفورنيا.